# Joséphine Baker
Joséphine Baker, registrada al nacer como Freda Josephine McDonald (San Luis, Misuri, 3 de junio de 1906-París, 12 de abril de 1975), fue una bailarina, cantante y actriz francesa de origen estadounidense, considerada la primera vedette y estrella internacional. Fue espía francesa contra la Alemania nazi y activista por los derechos de las personas negras.
Se convirtió en un icono musical y político internacional. Se le dieron apodos tales como la Venus de Bronce, la Perla Negra, la Diosa Criolla, la Sirena de los Trópicos y, sobre todo, la Venus de Ébano.
Fue la primera mujer afrodescendiente en integrar una sala de conciertos en Estados Unidos y en convertirse en una animadora de fama mundial. Fue conocida también por sus contribuciones al movimiento por los derechos civiles en Estados Unidos (Coretta Scott King le ofreció el liderazgo no oficial del movimiento en 1968 tras la muerte de Martin Luther King, pero lo rechazó).
Además, ayudó a la resistencia francesa durante la Segunda Guerra Mundial, y recibió la Croix de guerre por parte del cuerpo militar francés.
En 2021 se convirtió en la sexta mujer y la primera mujer negra en ser enterrada, simbólicamente, en el Panteón Nacional.

## Biografía

### Orígenes
Freda Josephine McDonald nació en San Luis, Misuri, el 3 de junio de 1906. Era hija de Carrie McDonald y oficialmente de Eddie Carson, este un músico callejero ambulante de origen español, quienes se separaron rápidamente. Su madre volvió a casarse con Arthur Martin, con quien tuvo otros tres hijos: Richard, Margaret y Willie Mae. Pasó parte de su infancia alternándose entre la escuela y el trabajo doméstico en casa de la gente rica para quien su madre trabajaba. A la edad de trece años abandonó la escuela para casarse (como lo indican los registros de entidad pública en San Luis) con Willie Wells; ellos convivieron en la casa de su padrastro, aunque nunca se divorciaron. Por tanto sus orígenes son de esclavos afroamericanos, amerindios y españoles.

### La artista
Josephine, quien había estado bailando desde que era una niña, ganó su primer concurso de baile a los catorce años. Después de pasar la prueba en un local de vodevil, empezó a trabajar de forma ininterrumpida en el escenario. Al finalizar su primer matrimonio en 1920 se unió a un trío de artistas callejeros llamados la “Jones Family Band”, que fue integrado después en la compañía de gira de Dixie Steppers. Es aquí cuando su gira se detiene en Filadelfia y Josephine se reúne por primera vez con William Howard "Willie" Baker, un guitarrista de blues, con quien se casa en 1921. Fue el apellido de su segundo marido el que conservó como su apellido artístico.
Para ganarse la vida, Josephine empezó a bailar en el teatro estándar, donde ganaba diez dólares por semana; pero Josephine pensaba en grande y deseaba bailar en el lanzamiento de Broadway. Con solo dieciséis años de edad, dejó a su segundo marido para probar suerte en Nueva York. Una vez allí, Josephine no pierde el tiempo y llega al Music Hall de Broadway, en la calle 63. Recibe varias opiniones negativas del director, hasta que finalmente este le ofrece un papel breve. Así que en 1921 se une al elenco de la comedia musical Shuffle Along, un espectáculo popular en la sociedad negra.
Después de dos años de gira, Josephine se une a los Chocolate Dandies en 1924, de donde se va para entrar al Plantation Club, en donde conoce a Caroline Dudley Reagan, esposa del agregado comercial de la embajada de Estados Unidos en París. Donald J. Reagan ve un gran potencial en Josephine, por lo cual le ofrece un sueldo de 250 dólares por semana, siempre y cuando se comprometiera a ir a Francia, en donde Reagan quería montar un espectáculo en el que Josephine fuera la protagonista: haría de ella una estrella.
El 25 de septiembre de 1925, Berengaria, el barco en el que Josephine hizo el viaje, llegó al puerto de Cherburgo. Era hora de ir a París y pronto comenzaron los ensayos. Debutó en París el 2 de octubre de 1925 con el espectáculo la Revue nègre, que incluía una orquesta de jazz, dirigida por Claude Hopkins, con la participación de Sidney Bechet. Su exótica forma de bailar, su sensualidad desinhibida y su vestimenta mínima —tan solo una faldita hecha con plátanos de tela— resultaron más atractivas para los europeos que para los norteamericanos.
Bailó al ritmo del charlestón, música entonces desconocida en Europa, en una interpretación de un baile bautizado “Danse Sauvage” ("danza salvaje"). El escándalo fue rápidamente remplazado por el entusiasmo en general.

"Del conjunto de chorus-girls (...) colocadas en línea, salía disparada, como lanzada por una honda, una adolescente casi desnuda, sin más atuendo que un taparrabos sobre sus caderas (...): ¡Josefina Baker! (...) su risa cegadora de mulata ensombrecía la luz de los reflectores (...) Su aparición produjo el flechazo. París se prendó de aquella fuente viva, hirviente, de aquel cráter en erupción de ritmos sincopados. Con su agitación furiosa, sus dislocaciones temerarias, andando a gatas y provocando los paroxismos de un público en delirio (...)"
Sebastián Gasch, La historia del Music-Hall

Josephine se convirtió en la cara de los cubistas que adoraban la forma en que el entusiasmo de los parisinos para el Jazz y la música negra se despertaba. En esa época conoció a Georges Simenon, a quien contrató como su secretario. El éxito estaba reservado para Josephine, la “Revue nègre” fue parte de la “Visión Benevolente y condescendiente hacia los negros (o colonizados en general)”, “se ha apoderado de algunos de los discursos del miedo silvestre característicos de la hermosa época”, según Sophie Jacoto. No obstante, es justo decir que este espectáculo de la “sauvageonne” ha permitido hacer de Josephine Baker la pionera que es calificada por algunos como un renacimiento negro basado en una mezcla de jazz, dadaísmo, arte negro y cubismo

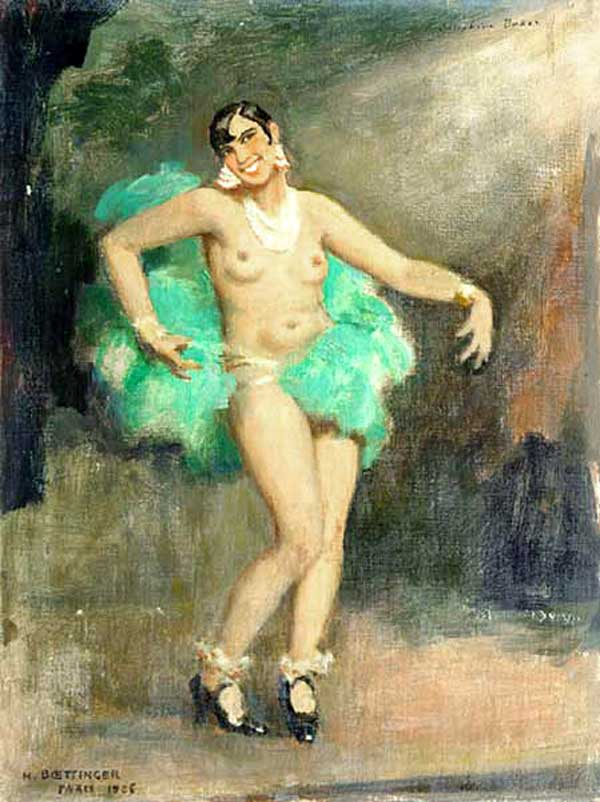
Un retrato de Joséphine Baker.

Después de una gira por Europa, fue la vedette del Folies Bergère y luego abrió su propio club, Chez Joséphine. En 1927 se estrenó su primera película, La Sirène des Tropiques, a la que seguirían Zouzou y Princesse Tam Tam.
En la segunda mitad de los años 1920 y durante los años 1930 fue además una destacada modelo fotográfica y pin-up.
Después de una gira por Europa, Josephine Baker lideró el Folies Bergère en 1927 acompañada de un leopardo, cuyo estado de ánimo caprichoso aterrorizó a la orquesta y emocionó a la audiencia. En 1927, la joven estrella se lanza a la industria musical. A comienzos de los años 1930 grabó sus primeros discos, y al año siguiente, consiguió un gran éxito con la canción J'ai deux amours, compuesta por Vincent Scotto.
Diferentes cineastas, como Marc Allégret, le ofrecen papeles en sus películas. Sus dos películas importantes: Princesse Tam Tam y Zouzou no cumplen con el éxito esperado. En cambio, reúne un público más amplio cantando y bailando, incluso el tango “Voluptuosa”, de José Padilla. Su gira de 1936 a los Estados Unidos no tuvo tampoco el éxito previsto. Estados Unidos es escéptico y algunos le reprocharon el hablar a veces en francés o en inglés con un acento francés.
En 1936 regresó a los Estados Unidos para actuar en el espectáculo Ziegfeld Follies con Bob Hope y Fanny Brice. Una parte importante de la opinión pública atacó la promiscuidad del show, y varios hoteles y restaurantes impidieron a la artista su entrada. Finalmente Joséphine abandonó la obra y regresó a París, donde adquirió la ciudadanía francesa al casarse con el magnate del azúcar Jean Lion, que tuvo problemas por ser judío durante la ocupación alemana de Francia.
Aunque inicialmente Joséphine Baker haya sido percibida como una sensación exótica, se forjó una sólida reputación en las altas esferas de la sociedad parisina, por lo que llegó a encarnar el personaje de una Venus de ébano. Mujer inteligente, Baker fue capaz de utilizar su imagen y manipularla a su antojo, dando forma a su propio público y definiendo su futuro a su manera.
Durante la Segunda Guerra Mundial, se unió a la resistencia francesa y, posteriormente, fue subteniente auxiliar en las Fuerzas Aéreas Francesas, y levantó la moral de las tropas aliadas, actuando para ellos. También colaboró con la Cruz Roja. Después de la guerra recibió la Medalla de la Resistencia y la Legión de Honor. Volvió a casarse con el director de orquesta Jo Bouillon. Regresó a la actividad artística y trabajó en el circuito de cabarets de París durante varios años, luego fue a Cuba, antes de regresar de nuevo a los Estados Unidos, donde apoyó los movimientos de promoción social afroamericanos.
Adoptó a doce niños de diversos orígenes, a quienes denominó la tribu del arco iris. Regresó varias veces al escenario por dificultades económicas y también para apoyar el movimiento estadounidense por los derechos civiles, dio cuatro conciertos en el Carnegie Hall, para conseguir fondos para la causa, y participó en la marcha sobre Washington, en 1963.
Por problemas económicos volvió varias veces al escenario, pero también fue ayudada por Grace Kelly, entonces princesa de Mónaco y amiga personal de la artista.
Vivió, con sus hijos adoptivos, en el Castillo de Milandes, en Castelnaud-la-Chapelle (Dordoña, Francia).
Cuando murió, en 1975, era una persona muy querida y respetada, y fue la primera mujer de origen estadounidense en recibir honores militares en sus funerales, celebrados en Francia, aunque su tumba se encuentra en el cementerio de Mónaco.

### La mujer

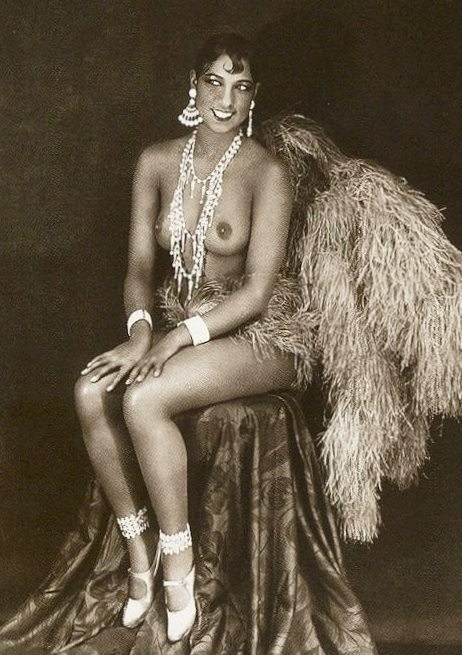
Joséphine Baker en 1927

Desde el comienzo de la Segunda Guerra Mundial, en septiembre de 1939, Joséphine Baker pasa a ser una agente de contraespionaje, trabajando con Jacques Abtey, jefe de la contrainteligencia militar en París. Después de la batalla de Francia, se alista el 24 de noviembre de 1940 en los servicios secretos de la Francia libre, siempre bajo el mando de Abtey, en Francia y en África del Norte, donde estaba bajo la protección de Ahmed Belbachir Haskouri, Jefe del Gabinete jalifal de Marruecos.
Cumple durante la guerra misiones importantes, y sigue siendo conocida por haber utilizado sus partituras musicales para ocultar los mensajes. Participó en las fuerzas femeninas de la Fuerza Aérea y cantó para soldados británicos, franceses y norteamericanos. Sus actividades durante la guerra le hicieron merecedora de la Medalla de la Resistencia después de la guerra, y unos años más tarde la Legión de Honor de manos del general de Gaulle. Toda su acción como resistente al servicio de la Francia libre se detalla en un libro llamado Joséphine Baker contre Hitler.
La mayor desgracia en la vida de Joséphine fue no poder tener hijos, porque tuvo que someterse a una histerectomía tras haber dado a luz a un niño muerto.
Joe Bouillon, con quien se casó en 1947, compró la finca “Milandes” en Dordoña. Josephine da la bienvenida allí a los doce niños de diferentes lugares de procedencia que había adoptado, a quienes llamaba “La tribu del arcoíris”. Este lugar requiere una gran cantidad de personal, por lo que gasta toda su riqueza y realiza numerosas presentaciones para continuar con su trabajo.
Sus hijos adoptivos fueron:
- Marianne (nacida en Francia)
- Stellina (nacida en Marruecos)
- Jeannot (nacido en Corea del Sur)
- Akio (nacido en Japón)
- Luis (nacido en Colombia)
- Jarry (nacido Finlandia)
- Jean-Claude (1943-2015) (nacido en Francia)
- Noël (nacido en Francia)
- Moïse (nacido en Francia)
- Brian (nacido Brahim en Argelia)
- Koffi (nacido en Costa de Marfil)
- Mara (nacida en Venezuela)

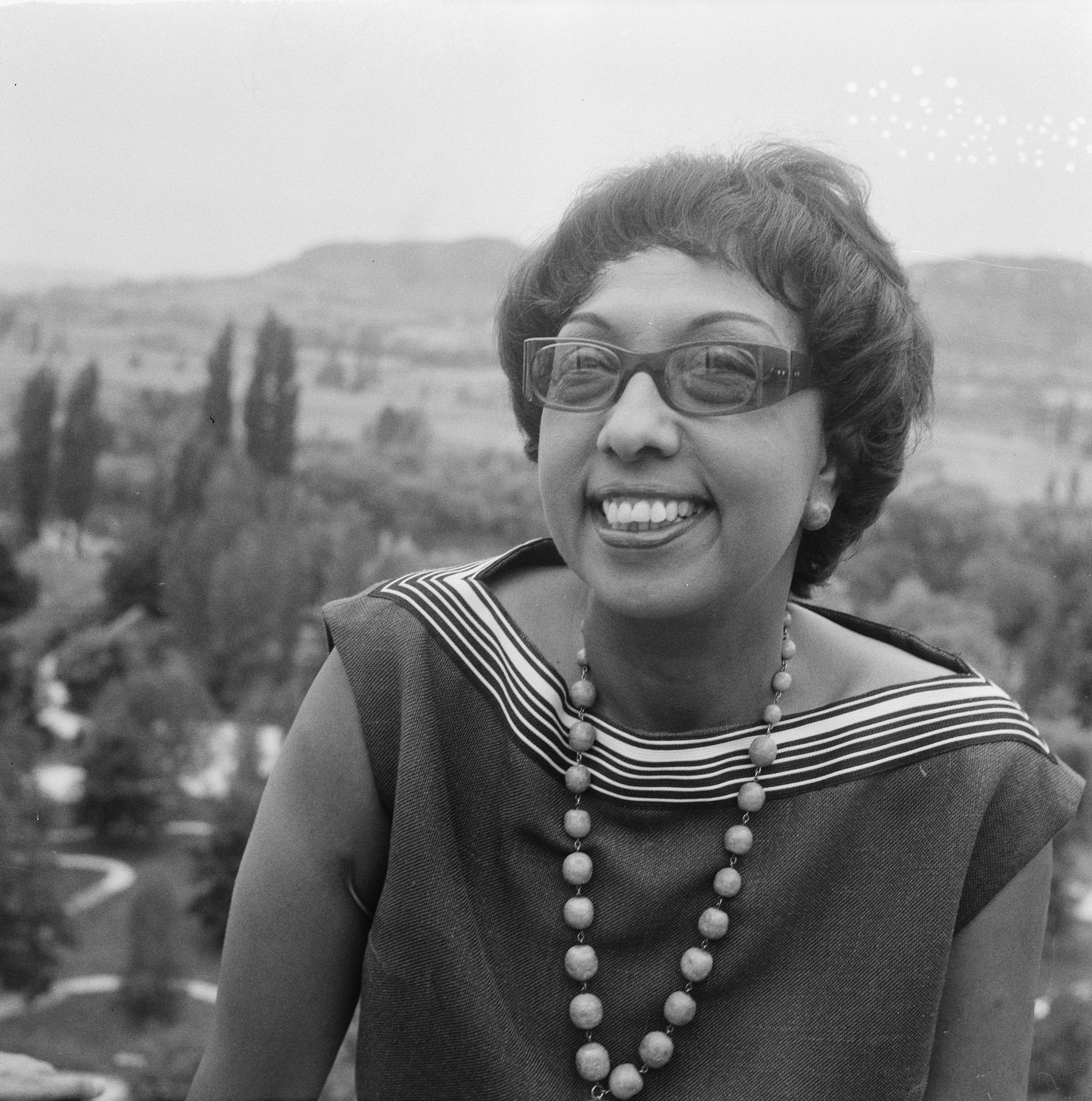
Joséphine Baker en 1961

Josephine participó en 1963 en la marcha en Washington D. C. por el trabajo y la libertad organizada por Martin Luther King. En junio de 1964, hizo un llamado para salvar su propiedad en Dordoña, en la que había reunido a todos sus hijos. Conmovida y molesta por la angustia de esta mujer, Brigitte Bardot se involucró inmediatamente en su rescate y le envió un cheque importante. Mientras que Joséphine estaba prácticamente en la ruina, la princesa Grace de Mónaco, amiga de la cantante y exartista nacida como ella en Estados Unidos, le ofreció una casa en Roquebrune para que pasara el resto de su vida, y la invitó a Mónaco para que asistiera a espectáculos en funciones de la caridad.
El 10 de abril de 1975, mientras estaba en su apartamento, Joséphine sufrió un derrame cerebral y fue llevada al hospital “Pitié-Salpêtrière” en coma profundo, donde murió el 12 de abril, a la edad de 68 años. El funeral de Joséphine contó con todos los honores militares y fue enterrada en el cementerio de Mónaco. Joséphine Baker se convirtió al judaísmo durante su matrimonio con Jean Lion en 1937. Esta conversión no perduró y Baker recibió un funeral católico el 15 de abril de 1975 en la iglesia de la Madeleine en París.
El 30 de noviembre de 2021, la República Francesa reconoce su trabajo en la Resistencia francesa durante la Segunda Guerra Mundial y su contribución a favor de los derechos y libertades civiles e ingresa a Joséphine Baker en el Panteón de París junto a grandes figuras de la historia de Francia. De esta forma se convierte en la primera mujer afrodescendiente en entrar en el Panteón de París.

## Cultura popular
La figura de Joséphine Baker ha estado presente en varias obras posteriores de la cultura popular. En la película Les triplettes de Belleville es claramente evocada en la escena inicial.
Su personaje aparece en el capítulo 14 de la primera temporada de la serie Timeless, y en el capítulo 4 de la cuarta temporada de la serie El Ministerio del Tiempo.
También aparece representada en la película de animación de 1997 Anastasia.
En el año 2002, la actriz Karine Plantadit representa a Joséphine en la película Frida.
En el 2020, apareció representada en la serie Lovecraft Country, en el capítulo "I Am", de la primera temporada.

## Discografía
- Joséphine Baker. Banana Girl. Peter's Music Factory, 1993.
- Looking For/À la recherche de Joséphine. New Orleans For Ever (CD+3 videoclips) Comedia musical de Jérôme Savary (grabación en directo en Madrid, España). LRN Production, 2006.

Algunas de sus canciones más conocidas fueron:
- C'est lui
- Dis-moi, Joséphine
- J'ai deux amours (letra de Géo Koger y Henri Varna y música de Vincent Scotto)
- La Petite Tonkinoise

## Video
- La Revue des Revues, Joé Francys. Arte Vidéo. 2005, en francés, inglés y alemán.

## Filmografía
- 1927 La Revue des Revues, de Joé Francys y Alex Napals
- 1927 La Sirène des Tropiques, de Henri Etiévant y Mario Nalpas: Papitou
- 1928 Le Pompier des Folies Bergère (El bombero del Folies Bergère), célebre cortometraje humorístico reeditado en DVD a principios del siglo XXI
- 1929 La Folie du jour, de Joé Francys
- 1929: Die Frauen von Folies Bergères, de Joé Francys y Max Obal (versión alemana de la película anterior)
- 1934 Zouzou, de Marc Allégret: Zouzou
- 1935 Princesse Tam Tam, de Edmond T. Gréville: Aouïna
- 1940 Moulin Rouge, de Yves Mirande y André Hugon
- 1940-1945: Fausse alerte, de Jacques de Baroncelli: Zazou Clairon
- 1954: An Jedem Finger Zehn, de Erik Ode: Una cantante
- 1955 Carosello del varietà, de Aldo Bonaldi y Aldo Quinti